# Robert Hamilton (footballeur écossais)
Pour les articles homonymes, voir Robert Hamilton, Robert Wilson Hamilton et Hamilton.
Robert Cumming Hamilton (13 mai 1877 - mai 1948) était un footballeur écossais au poste d'attaquant. Il a inscrit 15 buts en 11 sélections avec l'équipe d'Écosse entre 1899 et 1911. 
Il a porté les couleurs des Glasgow Rangers et de Fulham.
Depuis 2011, il est membre du Hall of Fame des Rangers.

## Palmarès
Rangers
- Champion du Championnat d'Écosse de football (4) :
  - 1899, 1900, 1901 & 1902.
- Vice-champion du Championnat d'Écosse de football (2) :
  - 1898 & 1905.
- Meilleur buteur du Championnat d'Écosse de football (6) :
  - 1898: 18 buts,1899: 25 buts,1900: 15 buts,1901: 20 buts,1904: 28 buts & 1905: 19 buts.
- Vainqueur de la Scottish Cup (2) :
  - 1898 & 1903.
- Finaliste de la Scottish Cup (3) :
  - 1899, 1904 & 1905.